# Týnec (Plzeň)
Týnec é uma comuna checa localizada na região de Plzeň, distrito de Klatovy.

## Galeria

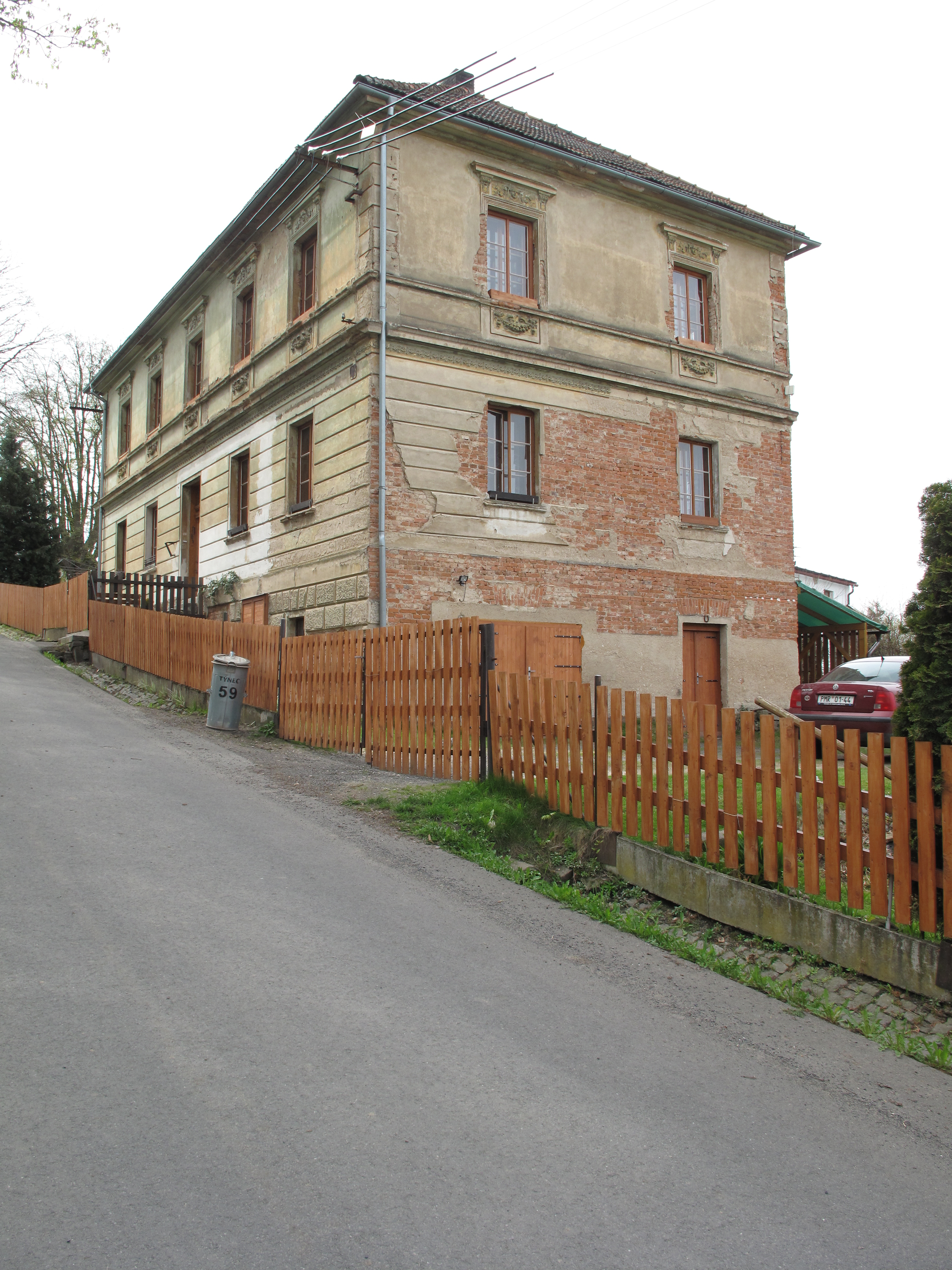
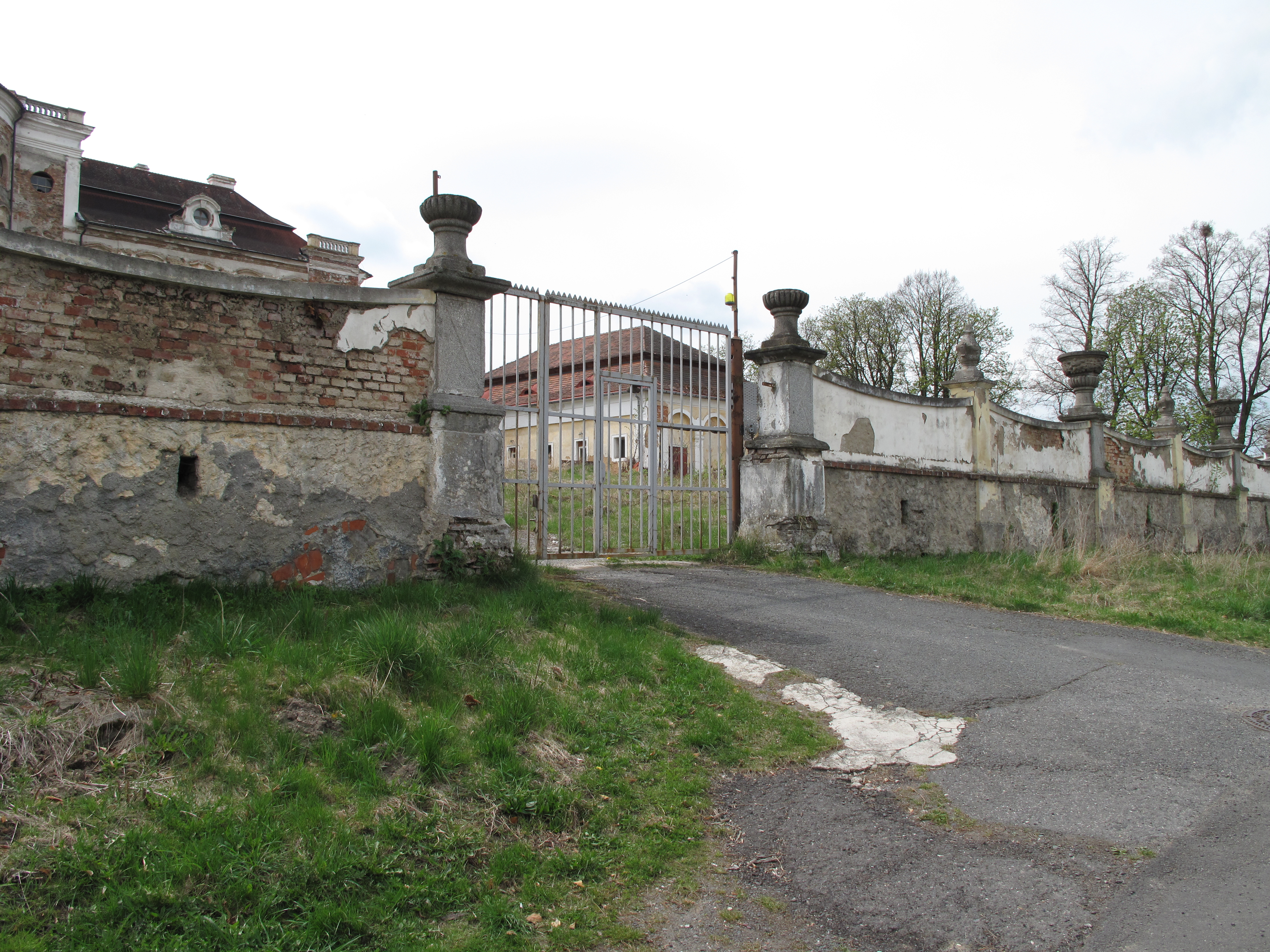
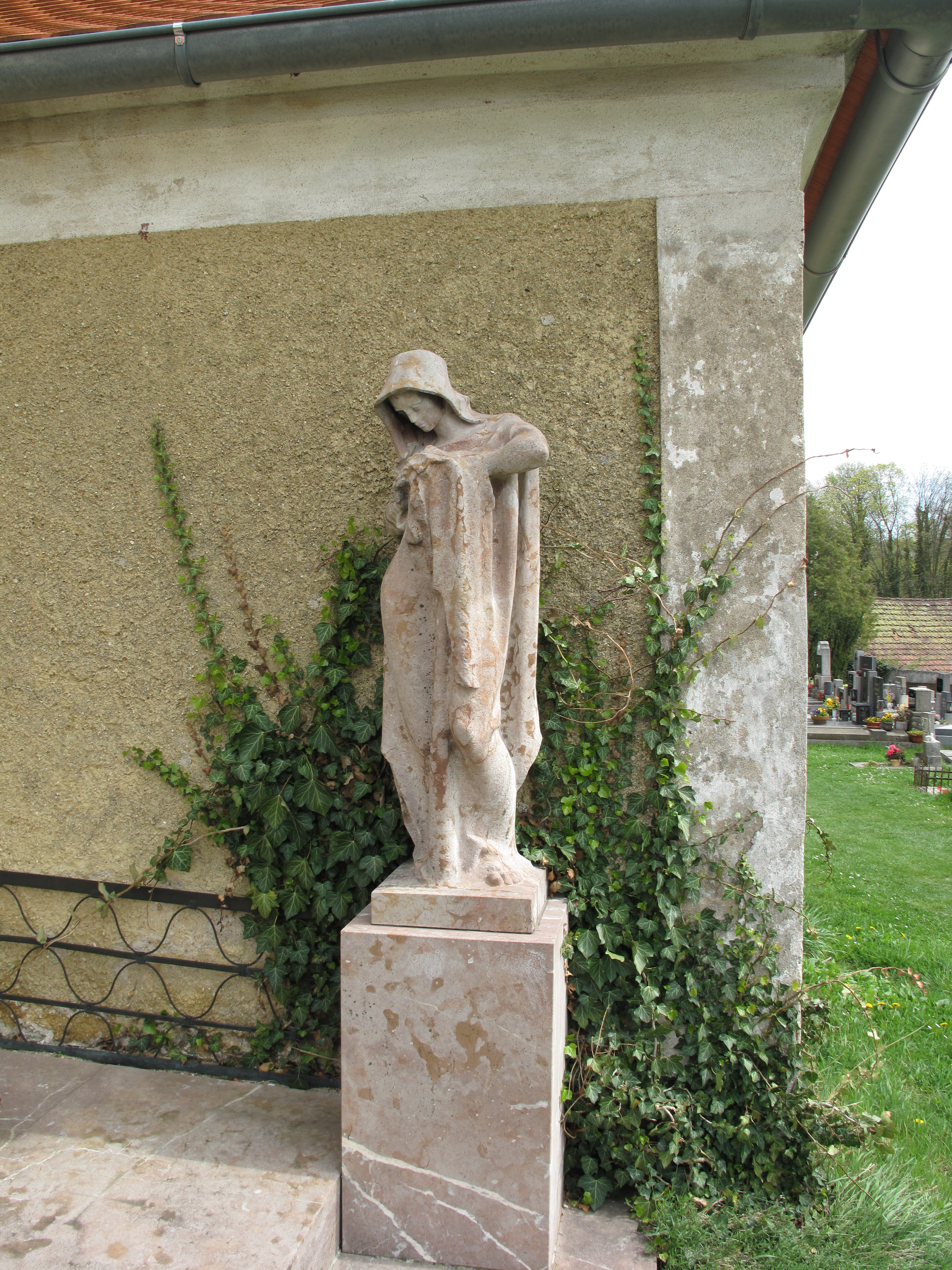